# 昂丹维尔
昂丹维尔（法語：Andainville，法語發音：[ɑ̃dɛ̃vil]）是法国上法蘭西大區索姆省的一个市镇，属于阿布维尔区。

## 地理
昂丹维尔（49°53'33"N, 1°47'5"E）面积8.35 平方千米，位于法国上法蘭西大區索姆省，该省份为法国北部沿海省份，北起加来海峡省和北部省，西接滨海塞纳省和大西洋英吉利海峡，南至瓦兹省，东临埃纳省。
与昂丹维尔接壤的市镇（或旧市镇、城区）包括：欧马特尔、阿尔古埃勒、贝尔梅尼勒、弗雷努瓦-昂丹维尔、安瓦勒-布瓦龙、维默地区利涅尔、勒马济、圣欧班里维耶尔、圣莫尔维。
昂丹维尔的时区为UTC+01:00、UTC+02:00（夏令时）。

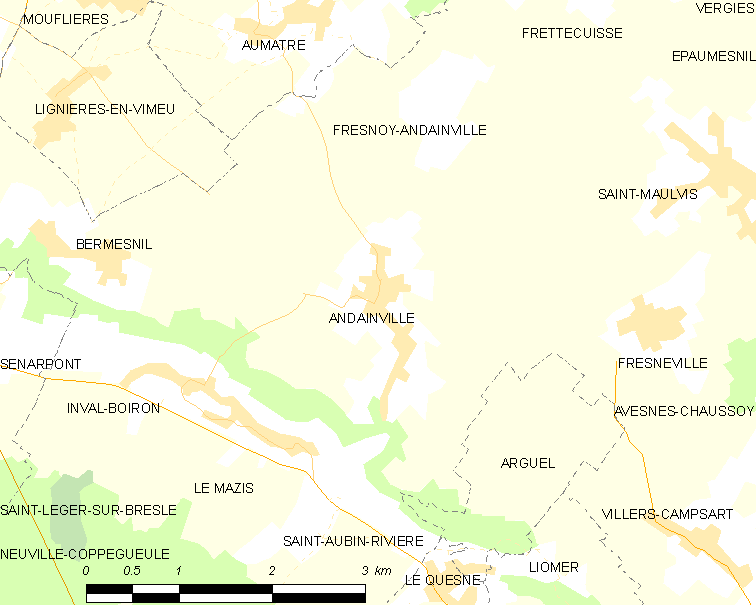
昂丹维尔的OSM定位图

## 行政
昂丹维尔的邮政编码为80140，INSEE市镇编码为80022。

## 政治
昂丹维尔所属的省级选区为皮卡第地区普瓦县。

## 人口

1962-2008年间昂丹维尔人口变化图示

昂丹维尔于2022年1月1日时的人口数量为244人。